# Hongkou Football Stadium
Hongkou Football Stadium (虹口足球场 på kinesiska) är en kinesisk fotbollsarena belägen i Hongkou-distriktet i Shanghai. Arenan har en kapacitet på 33 060 åskådare och är Shanghai Shenhuas hemmaarena. Arenan återbyggdes under 1999 över den 46 år gamla Hongkou Stadium, en idrottsarena som har ersatts med Shanghai-stadion.
Arenan har tre squashbanor på insidan och en klättervägg. Det byggdes i början av 2009.
Arenan var en av de fem arenorna under Fotbolls-VM för damer 2007 och finalen spelades på arenan.
Man kan komma till arenan genom att åka Shanghais tunnelbana linje 3 eller 8 och stiga av vid Hongkou Football Stadium Station.